# تنين وسط أستراليا الملتحي
تنين وسط أستراليا الملتحي (Pogona vitticeps) هو نوع من السحلية العضرفوطية يوجد في مجموعة واسعة من المناطق القاحلة إلى شبه القاحلة في شرق ووسط أستراليا. 